# МАЗ-509
МАЗ-509 — советский крупнотоннажный грузовой автомобиль-лесовоз, выпускавшийся на Минском автомобильном заводе.

## История
С 1966 по 1969 годы выпускался МАЗ-509П. С 1966 по 1978 годы МАЗ-509. С 1978 по 1990 годы МАЗ-509А. Как и у базового грузовика, колесная база увеличилась до 3950мм. Отличия МАЗ-509 от модели «509П»:
- двухдисковое сцепление,
- другие числа раздаточной коробки,
- на 500 кг бо́льшая грузоподъемность,
- другие числа коробки передач,
- передний мост с обычными (не планетарными) колёсными редукторами.

У ранних МАЗ-509, (выпуска 1969-1970 годов), кабина была с такой же облицовкой, как и у МАЗ-500.

Лесовоз работал с 2-осными прицепами-роспусками: 
- ГКБ-9383 или
- ТМЗ-803М.

В 1973 году лесовозу МАЗ-509 был присвоен государственный знак качества.
С 1978 года начался выпуск автомобиля-лесовоза МАЗ-509А. Он получил внешние отличия обновленного семейства МАЗ-5334/35